# 러시아 올림픽 위원회
러시아 올림픽 위원회(러시아어: Олимпийский комитет России, 문화어: 로씨야 올림픽 위원회)는 러시아의 국가 올림픽 위원회이다. IOC 코드는 RUS이다. 본부는 모스크바에 있으며 유럽 올림픽 위원회에 소속되어 있다. 37개 국가 하계 스포츠 종목 연맹과 12개 국가 동계 스포츠 종목 연맹이 소속되어 있으며 러시아의 스포츠 발전을 담당한다. 또한 올림픽, 유러피언 게임을 비롯한 국제 스포츠 대회에 참가하는 러시아의 선수들을 대표한다.

## 역사
러시아 제국 시대였던 1911년에 상트페테르부르크에 위치한 러시아 제국 수중 구조 협회 청사에서 열린 회의를 통해 러시아 체육회가 설립되었다. 러시아 제국은 스웨덴 스톡홀름에서 열린 1912년 하계 올림픽에 참가했다. 1917년에 일어난 러시아 혁명 이후에 수립된 소련은 한동안 올림픽에 참가하지 않았다가 1951년에 소련 올림픽 위원회가 설립되면서 올림픽에 참가했다.
1989년 12월 1일에 열린 러시아 제헌 의회의 결정에 따라 전러시아 올림픽 위원회가 독립된 공공 조직으로 창설되었고 1992년 8월 13일에 러시아 올림픽 위원회가 설립되었다. 국제 올림픽 위원회(IOC)는 1992년 9월에 열린 제101차 총회에서 러시아 올림픽 위원회를 소련 올림픽 위원회의 후계 기구로 최종 승인했다.

### 도핑 스캔들의 여파
국제 올림픽 위원회(IOC)는 2017년 12월 5일에 국가 차원의 도핑 스캔들을 일으킨 러시아 올림픽 위원회에 대해 자격 정지 처분을 내리는 한편 러시아 선수단이 대한민국 평창에서 개최된 2018년 동계 올림픽에 참가하는 것을 금지시켰다. 국제 올림픽 위원회는 러시아 출신 선수들이 대회 출전을 희망할 경우에는 올림픽 독립 선수단 형식을 띤 '러시아 출신 선수단'(Olympic Athlete from Russia, OAR) 명의로만 참가할 수 있으며 러시아의 국기, 국가도 사용할 수 없다고 밝혔다. 이에 따라 러시아 출신 선수단은 대회에서 올림픽기와 올림픽 찬가를 사용했다.
세계 반도핑 기구(WADA)는 2019년 12월 9일에 공개된 공식 성명을 통해 러시아 반도핑 기구(RUSADA)가 조작된 실험실 데이터를 조사관에게 넘겨준 사실을 확인하고 러시아에 대해 4년 동안 주요 스포츠 행사 참가를 금지하는 결정을 채택했다. 러시아는 세계 반도핑 기구의 결정에 불복해 스포츠 중재 재판소(CAS)에 항소를 제기했다. 스포츠 중재 재판소는 2020년 12월 17일에 세계 반도핑 기구가 러시아에 부과한 징계를 줄이라는 판결을 내렸다. 이에 따라 러시아는 올림픽, 패럴림픽을 비롯한 각종 국제 대회에 참가하는 것이 허용되었다. 대신 2년 동안에 걸쳐 '중립 선수' 또는 '중립 팀'으로 참가해야 하며 러시아라는 국명, 국기, 국가는 사용할 수 없다. 이러한 결정은 선수단 유니폼에 '러시아'라는 국명을 표시하고 러시아의 국기 색상이 들어간 유니폼 디자인을 사용할 수 있도록 허용하지만 이름은 '중립 선수/팀'과 똑같이 우위를 점해야 한다. 또한 러시아 출신 선수단은 중립 선수단을 의미하는 기를 사용해야 한다.
국제 올림픽 위원회는 2021년 2월 19일에 공개된 공식 성명에서 러시아가 일본 도쿄에서 개최된 2020년 하계 올림픽, 중국 베이징에서 개최된 2022년 동계 올림픽에서 러시아 올림픽 위원회를 뜻하는 약자인 'ROC' 명의로 참가한다고 밝혔지만 위원회의 이름 자체는 대표단을 가리키는 데에 사용될 수 없었다. 이에 따라 러시아는 러시아 올림픽 위원회의 기를 사용했다. 또한 '중립 선수'라는 용어가 추가될 경우에는 '러시아'라는 단어가 새겨진 팀 유니폼을 사용할 수 있다. 2021년 4월 22일에는 러시아 올림픽 위원회가 시상식에서 표트르 차이콥스키의 《피아노 협주곡 1번》을 러시아의 국가를 대신해서 사용하겠다는 계획을 국제 올림픽 위원회로부터 승인받았다. 러시아 올림픽 위원회는 원래 러시아의 민요인 《카튜샤》를 사용하기를 원했으나 스포츠 중재 재판소가 러시아와 관련된 노래 또는 러시아 색채가 강한 노래는 사용할 수 없다고 유권 해석을 내림에 따라 계획을 변경했다. 스포츠 중재 재판소는 차이콥스키가 러시아 출신의 작곡가이지만 그가 작곡한 음악이 세계 음악 유산의 일부가 되었다고 판단하여 러시아 올림픽 위원회의 제안을 승인했다.

### 러시아의 우크라이나 침공의 여파
국제 올림픽 위원회는 2023년 10월 12일에 열린 공식 성명을 통해 러시아 올림픽 위원회에 자격 정지 처분을 내렸다고 밝혔다. 국제 올림픽 위원회는 공식 성명에서 러시아 올림픽 위원회가 2022년부터 시작된 러시아의 우크라이나 침공 이후에 우크라이나 국가 올림픽 위원회에서 관할하던 도네츠크주, 루한스크주, 헤르손주, 자포리자주 4개 지역을 무단 통합하여 우크라이나의 영토 보전을 침해하고 올림픽 헌장을 위반했다고 지적했다. 이에 따라 러시아 올림픽 위원회는 국가 올림픽 위원회로 활동할 자격을 상실했으며 국제 올림픽 위원회로부터 자금 지원을 받을 수 없게 되었다. 또한 국제 올림픽 위원회는 2023년 3월 28일에 공개된 입장문 및 권고안에 명시된 대로 러시아 출신 개인 중립 선수들의 2024년 파리 하계 올림픽, 2026년 밀라노-코르티나담페초 동계 올림픽 참가 여부를 적절한 시기에 결정할 권리를 갖고 있다고 밝혔다.

## 같이 보기
- 러시아 패럴림픽 위원회
- 올림픽 러시아 올림픽 위원회 선수단
  - 2020년 하계 올림픽 러시아 올림픽 위원회 선수단
  - 2022년 동계 올림픽 러시아 올림픽 위원회 선수단